# Рекетеу-Резеші
Рекетеу-Резеші (рум. Răcătău-Răzeși) — село у повіті Бакеу в Румунії. Входить до складу комуни Хорджешть.
Село розташоване на відстані 227 км на північ від Бухареста, 23 км на південь від Бакеу, 96 км на південний захід від Ясс, 130 км на північний захід від Галаца, 136 км на північний схід від Брашова.

## Населення
За даними перепису населення 2002 року у селі проживали 267 осіб, усі — румуни. Усі жителі села рідною мовою назвали румунську.